# Pioniereisenbahn

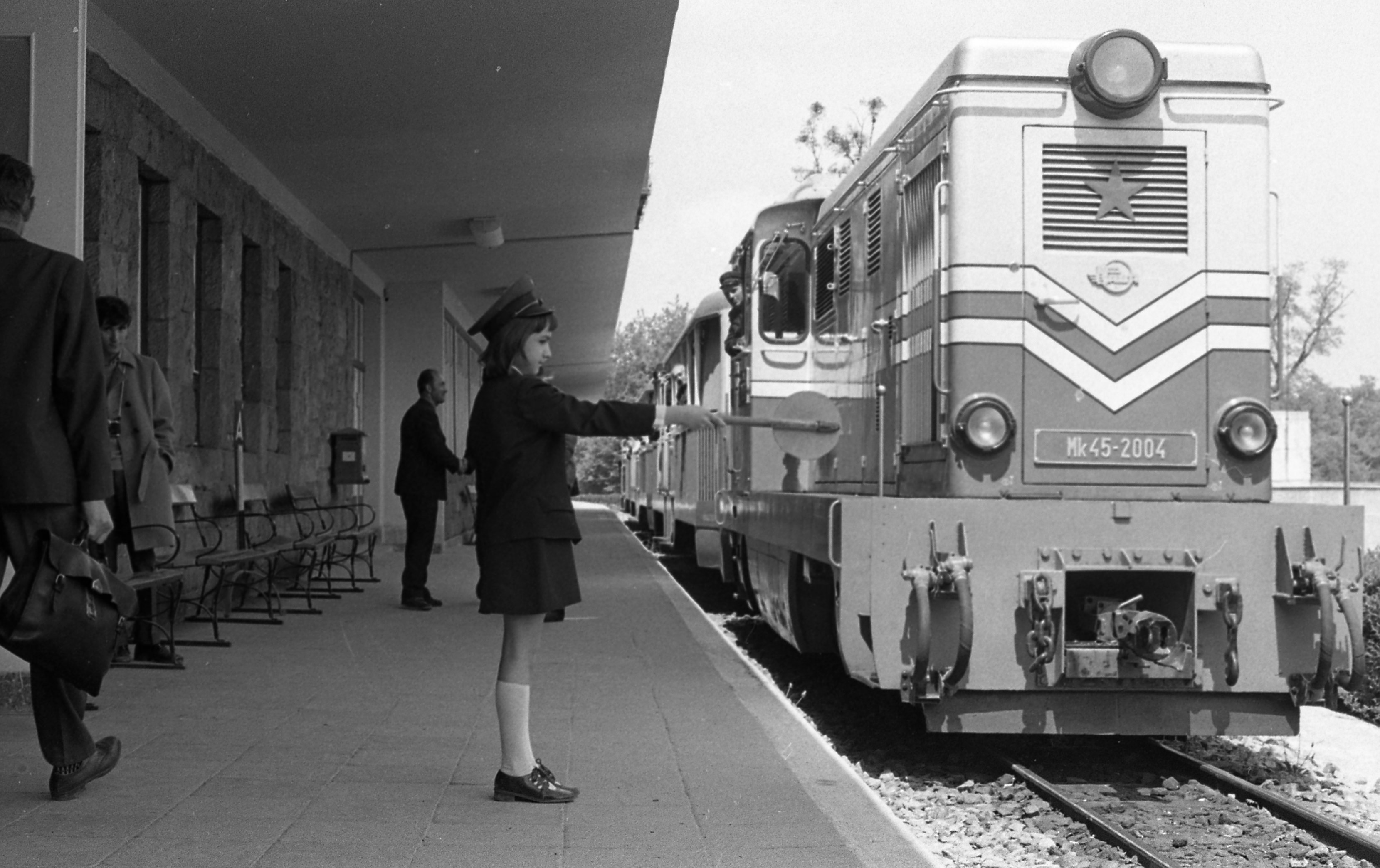
Mädchen als Aufsicht bei der Pioniereisenbahn Budapest (1973)

Pioniereisenbahnen waren schmalspurige Eisenbahnen in den Ländern des Warschauer Pakts, die von Kindern und Jugendlichen betrieben wurden. Ihren Namen erhielten sie von den Pionieren, den Mitgliedern der jeweiligen Jugendorganisationen. Ein großer Teil dieser Bahnen wird weiter mit der unpolitischen Bezeichnung Parkeisenbahn oder Kindereisenbahn unverändert betrieben.

## Allgemein

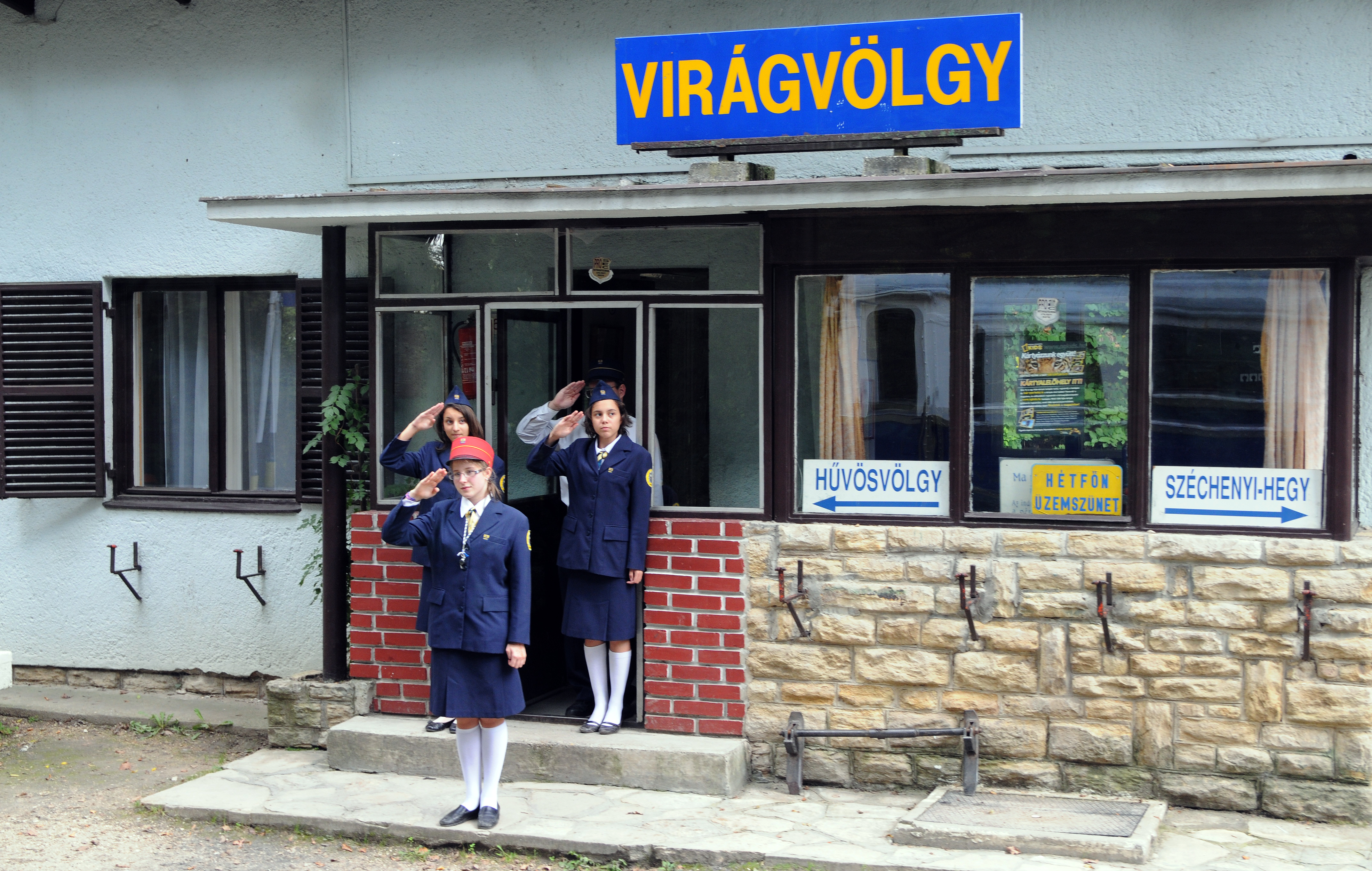
Heutige Kindereisenbahn Budapest (2010)

Die Bezeichnung Pioniereisenbahn stammt daher, dass die Bahnen weitestgehend durch Mitglieder der Jugendorganisation der jeweiligen kommunistischen Partei betrieben wurden, die in vielen Staaten die Bezeichnung „Pioniere“ führte. Das geschah nach Betriebsvorschriften, die der Eisenbahn des öffentlichen Verkehrs entsprachen. Umgangssprachlich ist die Bezeichnung Pioniereisenbahn nach wie vor geläufig. Die ehemaligen Pioniereisenbahnen der DDR heißen aufgrund ihrer Lage alle Parkeisenbahn, in den anderen Ländern oft Kindereisenbahn.

## Pioniereisenbahnen der DDR

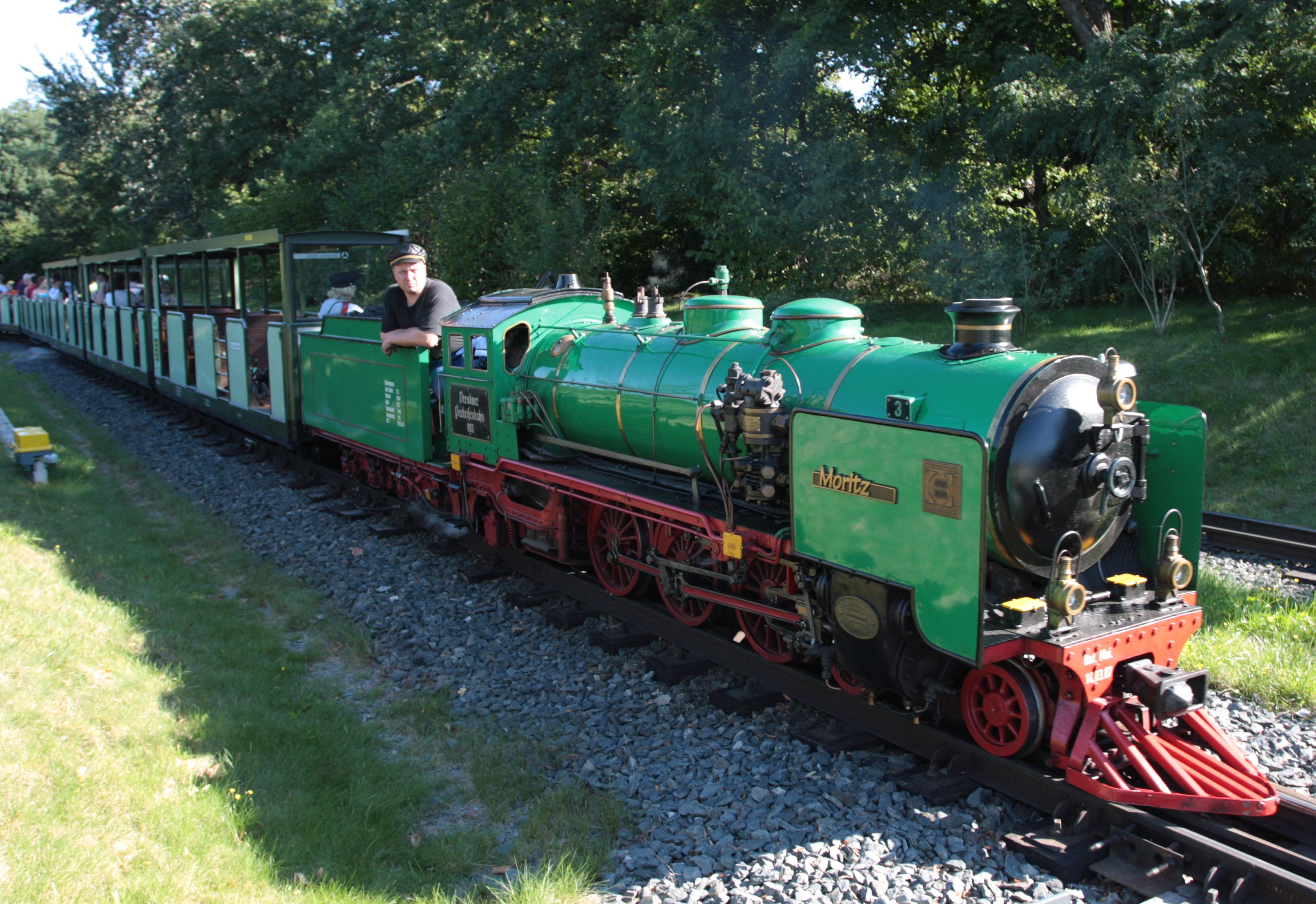
Dresdner Parkeisenbahn

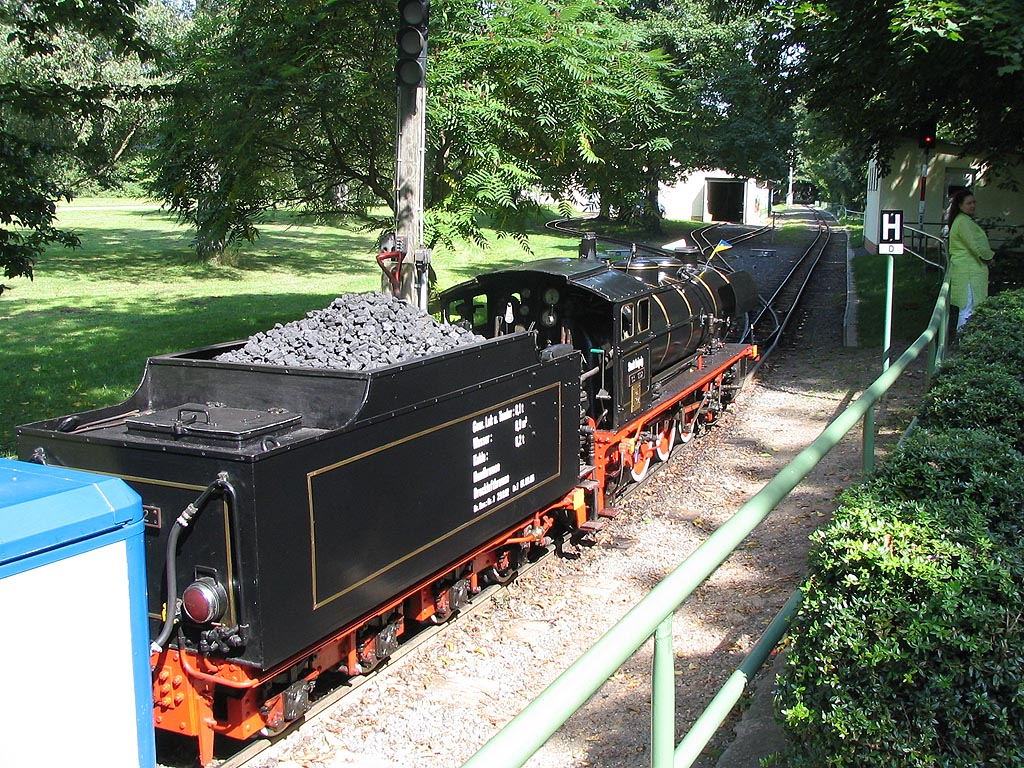
Martens’sche Einheitsliliputlok der Parkeisenbahn am Leipziger Auensee

1950 wurde im Großen Garten in Dresden zum „Tag des Kindes“ mit einfachen Mitteln eine Kindereisenbahn eröffnet, die nur ein Jahr bestehen sollte. Genutzt wurde Material der Vorkriegszeit, das für Ausstellungsbahnen konzipiert und seinerzeit für einen ähnlichen Zweck verwendet worden war. Die Anlage blieb bestehen und wurde am 1. Mai 1951 zur ersten Pioniereisenbahn in der DDR. Im Laufe der Jahre folgten in weiteren Städten elf Bahnen mit ähnlichem Konzept. Im Gegensatz zu anderen Bahnen dieser Art wie in Ungarn und der Tschechoslowakei, wo teilweise ein musealer Betrieb realisiert wurde, sollten die Strecken in der DDR eher modern sein. Obwohl etwa die Pioniereisenbahn Berlin mit Fahrzeugen der früheren Mecklenburg-Pommerschen Schmalspurbahn aufgebaut wurde, ignorierte man die Traditionen und setzte bewusst auf einen Betrieb mit modern wirkenden Diesellokomotiven. Einzig die Pioniereisenbahn Cottbus setzte alte Dampflokomotiven der Waldeisenbahn Muskau vor ihren Zügen ein.
Grundlage für Bau und Betrieb der Pioniereisenbahnen war seit 1980 die Bau- und Betriebsordnung für Pioniereisenbahnen (BOP). Sie „regelt die Entwicklung, Vorbereitung und Bauausführung von Neubauten, Erweiterungen und Veränderungen, die Instandsetzung von Bahnanlagen und Fahrzeugen sowie die Durchführung des Betriebsdienstes, Qualifizierung und Dienstausführung der Betriebsangehörigen“. § 45 (5) BOP regelte, wer mitmachen durfte:
„Pioniereisenbahner können Kinder und Jugendliche des 4. bis 12. Schuljahres und Lehrlinge bis zum 18. Lebensjahr werden. Sie müssen tauglich, ausgebildet, geprüft und für ihre Tätigkeit eingewiesen sein. Pioniereisenbahner dürfen nur unter der Kontrolle eines Betriebseisenbahners tätig sein.“
In der DDR gehörten die Bahnen den Städten – mit Ausnahme der zeitweise zur Deutschen Reichsbahn (DR) gehörenden Berliner Parkeisenbahn. Betrieben wurden sie von den Mitgliedern der Pionierorganisation. Diese wurden dabei von der DR unterstützt. Die Strecken sind mit Ausnahme eines Abschnittes in Dresden alle eingleisig, verlaufen oft im Kreis oder haben bei der Eisenbahn sonst untypische Wendeschleifen.
Vor dem Beginn der Tätigkeit waren die Erlaubnis der Eltern und ein Schulzeugnis erforderlich. Nach einer theoretischen Grundausbildung durften die Kinder und Jugendlichen als Zugschaffner, Aufsicht, Schrankenwärter, Sperre am Ein- und Ausgang, am Fahrkartenschalter, Fahrdienstleiter und Zugführer arbeiten. Ab der 9. Klasse konnten interessierte Schüler die Qualifikation zum Brigadeleiter oder in Technischen AGs zum Loktechniker erwerben. Die Uniformen entsprachen mit Abweichungen denen der Deutschen Reichsbahn. Die jüngeren Pioniereisenbahner durften kurze Hosen tragen. Ein „P“ auf den Schulterklappen stellte den Unterschied zum Eisenbahner der DR her. Für jeweils zwei Dienstjahre gab es einen Streifen für die Schulterklappen.
Pioniereisenbahnen dienten der Heranführung der Kinder und Jugendlichen an den Eisenbahnbetrieb und sollten für eine spätere Berufswahl zugunsten der Bahn vorbereiten. Schüler aus den älteren Jahrgängen wurden teilweise vom Berufsberatungskabinett (BBK) der DR zur Parkeisenbahn vermittelt. Nicht wenige Pioniereisenbahner wählten einen Beruf bei der Eisenbahn oder anderen Verkehrsbetrieben. In den Wintermonaten stand die Aus- und Weiterbildung im Vordergrund.
Bis auf die Bahnen in Magdeburg und Prerow sind alle ehemaligen Pioniereisenbahnen der DDR erhalten, einige mit unregelmäßigem Betrieb. Bei manchen der Bahnen gibt es nur wenige oder auch keine Kinder und Jugendliche als Eisenbahner. Das längste Streckennetz hat die Berliner Parkeisenbahn mit 7,5 km.
| Ort                                            | Spur- weite mm | Länge km   | Antrieb                                                 | von              | bis                               | Betrieb durch                                                      | Artikel                         | Bemerkungen                                                                  |
| ---------------------------------------------- | -------------- | ---------- | ------------------------------------------------------- | ---------------- | --------------------------------- | ------------------------------------------------------------------ | ------------------------------- | ---------------------------------------------------------------------------- |
| Berlin, Wuhlheide                              | 600            | 7,5        | Dampf Diesel                                            | 10.06.1956       |                                   |                                                                    | Parkeisenbahn Wuhlheide         |                                                                              |
| Bernburg, Krumbholzallee                       | 600            | 1,9        | Diesel                                                  | 01.06.1969       |                                   | Bernburger Freizeit GmbH                                           | Parkeisenbahn Bernburg          |                                                                              |
| Chemnitz, Küchwald                             | 600            | 2,3        | Dampf Diesel, Akku                                      | 13.06.1954       |                                   | Parkeisenbahn Chemnitz gGmbH                                       | Parkeisenbahn Chemnitz          |                                                                              |
| Cottbus Eliaspark – Fürst-Pückler-Park Branitz | 600            | 3,2        | Dampf Diesel                                            | 01.06.1954       |                                   | Cottbusverkehr                                                     | Parkeisenbahn Cottbus           |                                                                              |
| Crispendorf, Ferienland                        | 600            | 1,485      | Akku                                                    | etwa 1954        |                                   |                                                                    | Ferienlandeisenbahn Crispendorf | [ 2 ]                                                                        |
| Dresden, Großer Garten                         | 381            | 5,6        | Dampf Akku                                              | 01.06.1950       |                                   | Staatliche Schlösser, Burgen und Gärten Sachsen gemeinnützige GmbH | Dresdner Parkeisenbahn          | erste Pioniereisenbahn der DDR                                               |
| Gera, Tierpark                                 | 600            | 0,8 (etwa) | Diesel Akku, Dampf (nur 1 Jahr)                         | 06.09.1975       |                                   |                                                                    | Parkeisenbahn Gera              | hat mit 2,9 Prozent den steilsten Streckenabschnitt aller Pioniereisenbahnen |
| Görlitz, An der Landskronbrauerei              | 600            |            | Diesel                                                  | 01.06.1976       |                                   |                                                                    | Parkeisenbahn Görlitz           |                                                                              |
| Halle, Peißnitzinsel                           | 600            | 2,0        | Diesel Akku                                             | 12.06.1960       |                                   | HAVAG                                                              | Parkeisenbahn Halle             |                                                                              |
| Lauchhammer-Süd, Puschkinpark                  | 500            | 0,4        | Akku Diesel                                             | 01.05.1952       | 1959                              | Braunkohlenwerk „Freundschaft“                                     | Parkeisenbahn Lauchhammer       |                                                                              |
| Lauchhammer-West, Schlosspark                  | 500            | 1,0        | Diesel                                                  | 03.07.1955       |                                   | Stadtverwaltung Lauchhammer                                        | Parkeisenbahn Lauchhammer       |                                                                              |
| Leipzig-Wahren, Auensee                        | 381            | 1,9        | Dampf Akku                                              | 05.08.1951       |                                   |                                                                    | Parkeisenbahn Leipzig           |                                                                              |
| Magdeburg, Rotehornpark                        | 600            |            | Dampf (nur 1 Jahr) Diesel                               | 14.08.1955       | Ende 1967                         |                                                                    | Pioniereisenbahn Magdeburg      |                                                                              |
| Plauen, Syratal                                | 600            | ~1,0       | elektrisch Oberleitung 220 Volt, 15 A, Diesel seit 2007 | 07.10.1959       |                                   |                                                                    | Parkeisenbahn Plauen            | einzige mit Oberleitung betriebene Parkeisenbahn Deutschlands                |
| Prerow                                         | 600            | 2,0        | Diesel                                                  | Anfang Juli 1954 | 31.08.1954                        |                                                                    | Pioniereisenbahn Prerow         |                                                                              |
| Vatterode, Vatteröder Teich                    | 500            | 1,3        | Akku                                                    | 03.07.1967       | August 2008 (2016 wiedereröffnet) | Kreisbahn Mansfelder Land (1990 - 2008), Privatperson (seit 2016)  | Parkeisenbahn Vatterode         |                                                                              |

## Pionierbahnen in anderen Ländern

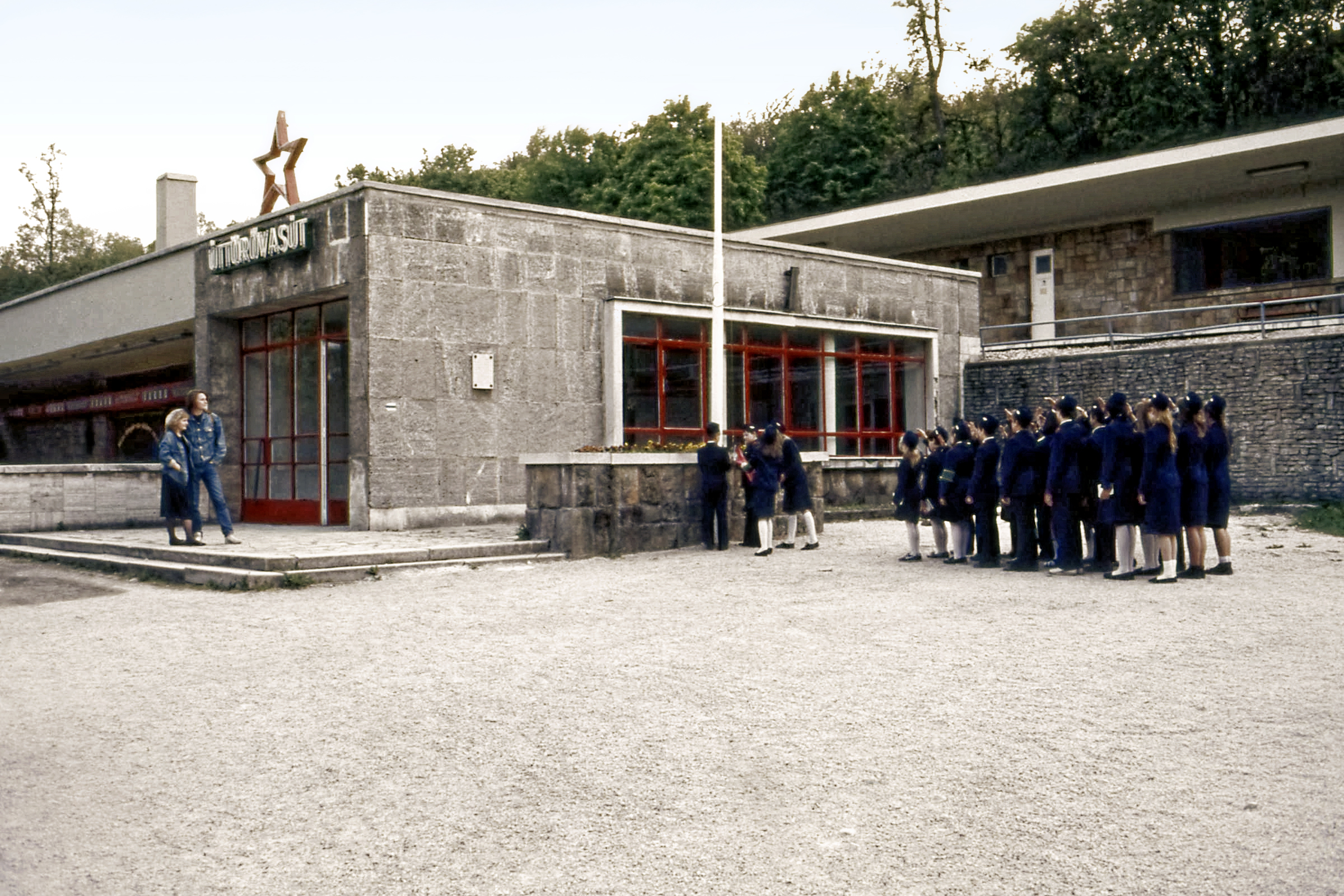
Fahnenappell bei der Pionierbahn Budapest, 1988

Die erste Pioniereisenbahn wurde 1932 in Moskau eröffnet, allerdings im Jahr darauf wieder eingestellt. Die erste dauerhaft in Betrieb genommene Pioniereisenbahn wurde am 24. Juni 1935 in Tbilissi (Georgien) eröffnet. Zum Ende der UdSSR gab es im ganzen Land insgesamt 52 solcher Bahnen, die oft noch in Betrieb sind. In der Regel hatten sie eine Spurweite von 750 mm und wurden von der Staatsbahn betrieben.
Nach sowjetischem Vorbild wurden in Ungarn im Jahr 1945 Pioniereisenbahnen zur Nachwuchsausbildung der MÁV eröffnet. In den Budaer Bergen entstand eine 11,2 km lange Strecke, die 1948 eröffnet wurde. 1990 wurden diese und weitere Bahnen, wie in Debrecen, Pécs oder Tiszakécske, in Gyermekvasút (Kindereisenbahn) umbenannt.
Ähnlich entstanden auch in den anderen Ostblockstaaten Pioniereisenbahnen.
| Land                          | Ort                                             | Spurweite mm | Länge km   | Antrieb       | von                    | bis       | Betrieb durch                                                                               | Artikel                                | Bemerkungen                                        |
| ----------------------------- | ----------------------------------------------- | ------------ | ---------- | ------------- | ---------------------- | --------- | ------------------------------------------------------------------------------------------- | -------------------------------------- | -------------------------------------------------- |
| Armenien                      | Gjumri                                          | 750          | 2,7        | Dampf, Diesel | 1969                   | 7.12.1988 | ?                                                                                           | Leninakan-Kindereisenbahn              |                                                    |
| Armenien                      | Jerewan                                         | 750          | 2,1        | Diesel        | 09.06.1937             |           | ?                                                                                           | Kindereisenbahn Jerewan                |                                                    |
| Aserbaidschan                 | Baku                                            | 750          | 1,05       | Diesel        | 10.08.1947             | Juni 2009 | ?                                                                                           | Kindereisenbahn Baku                   |                                                    |
| Bulgarien                     | Plowdiw                                         | 600          | 1,09       | Diesel        | 23.09.1979             |           | ?                                                                                           | Kindereisenbahn Plowdiw                |                                                    |
| Bulgarien                     | Kardschali                                      | ?            | ?          | ?             | ?                      |           | ?                                                                                           | ?                                      |                                                    |
| China                         | Harbin                                          | 762          | 2.17       | ?             | 05.1956                |           | ?                                                                                           | ?                                      |                                                    |
| Georgien                      | Chaschuri                                       | 750          | ?          | Diesel        |                        | ?         | ?                                                                                           | Kindereisenbahn Chaschuri              | aufgegeben schon vor dem Untergang der Sowjetunion |
| Georgien                      | Poti                                            | 750          | ?          | Diesel        |                        | ?         | ?                                                                                           | Kindereisenbahn Poti                   | im Maltakwa-Park                                   |
| Georgien                      | Rustawi                                         | 750          | 5,0        | Diesel        | Oktober 1987           | ?         | ?                                                                                           | Kindereisenbahn Rustawi                | aufgegeben zwischen 1996 und 1999                  |
| Georgien                      | Tbilissi                                        | 750          | 1,5        | Diesel        | 24.06.1935             |           | ?                                                                                           | Kindereisenbahn Tiflis                 | älteste auf Dauer betriebene Anlage der Welt       |
| Kasachstan                    | Almaty                                          | 750          | 1,24       | Diesel        | 13.09.1952             | ?         | ?                                                                                           | Kindereisenbahn Alma-Ata               |                                                    |
| Kasachstan                    | Qaraghandy                                      | 750          | 5,1        | Diesel        | 01.05.1957             | ?         | ?                                                                                           | Kindereisenbahn Karaganda              |                                                    |
| Kasachstan                    | Schymkent                                       | 750          | 6          | Diesel        | 01.05.1980             | ?         | ?                                                                                           | Kindereisenbahn Schymkent              |                                                    |
| Kuba                          | Camagüey, Parque Camilo Cienfuegos              | 762          | ?          | Diesel        | ?                      | ?         | ?                                                                                           | ?                                      |                                                    |
| Kuba                          | Havanna, Parque Lenin                           | 762          | ?          | Dampf, Diesel | ?                      |           | ?                                                                                           | ?                                      |                                                    |
| Litauen                       | Ignalina                                        | 610          | 0,8        | Diesel        | Juni 2006              |           | ?                                                                                           | ?                                      |                                                    |
| Auton. Republik Nachitschewan | Naxçıvan                                        | 750          | 0,7-1      | Diesel        | 1978                   | 2000      | ?                                                                                           | Kindereisenbahn Nachitschewan          |                                                    |
| Polen                         | Chorzów, Schlesischer Kultur- und Erholungspark | 750          | 4,2        | Dampf, Diesel | 1957; 19.07.2014       |           | Przedsiębiorstwo Kolejowe Eurolok                                                           | ?                                      |                                                    |
| Polen                         | Posen                                           | 600          | 3,85       | Dampf, Diesel | 1956; 21.07.1972       |           | Miejskie Przedsiębiorstwo Komunikacyjne w Poznaniu Sp. z o.o. (städtische Verkehrsbetriebe) | Parkeisenbahn Maltanka                 |                                                    |
| Russland                      | Chabarowsk                                      | 750          | 2,5        | Diesel        | 19.05.1958             |           | ?                                                                                           | Fernost-Kindereisenbahn                |                                                    |
| Russland                      | Irkutsk                                         | 750          | 3,75       | Diesel        | 08.11.1939; 1992       |           | ?                                                                                           | Ostsibirische Kindereisenbahn          |                                                    |
| Russland                      | Jaroslawl                                       | 750          | 5,7        | Diesel        | 17.04.1970             |           | ?                                                                                           | ?                                      |                                                    |
| Russland                      | Jekaterinburg                                   | 750          | 2,5        | Diesel        | 09.07.1960             |           | ?                                                                                           | Kindereisenbahn Swerdlowsk             |                                                    |
| Russland                      | Juschno-Sachalinsk                              | 750          | 2,2        | Diesel        | 06.06.1954             |           | ?                                                                                           | Kindereisenbahn Juschno-Sachalinsk     |                                                    |
| Russland                      | Kasan                                           | 750          | 4,29       | Diesel        | 30.08.2007             |           | ?                                                                                           | ?                                      |                                                    |
| Russland                      | Kemerowo                                        | 750          | 3,8        | Diesel        | 12.10.2007             |           | ?                                                                                           | ?                                      |                                                    |
| Russland                      | Krasnojarsk                                     | 508          | 1,3        | Diesel        | 01.08.1936             |           | ?                                                                                           | ?                                      |                                                    |
| Russland                      | Kratowo (Moskau-Gebiet)                         | 750          | 3,8        | Diesel        | 02.05.1937             |           | ?                                                                                           | Kratowo-Kindereisenbahn                |                                                    |
| Russland                      | Kurgan                                          | 750          | 1,5        | Diesel        | 13.08.1989             |           | ?                                                                                           | ?                                      |                                                    |
| Russland                      | Liski (Woronesch-Gebiet)                        | 750          | 1,6        | Diesel        | 06.08.1989             |           | ?                                                                                           | ?                                      |                                                    |
| Russland                      | Nischni Nowgorod                                | 750          | 3,2        | Dampf, Diesel | 08.11.1939             |           | ?                                                                                           | Gorki-Kindereisenbahn Nischni Nowgorod |                                                    |
| Russland                      | Nowomoskowsk (Tula-gebiet)                      | 750          | 2          | Diesel        | 21.12.1953             |           | ?                                                                                           | ?                                      |                                                    |
| Russland                      | Nowosibirsk                                     | 750          | 5,3        | Diesel        | 30.06.2005             |           | ?                                                                                           | Kleine Westsibirische Eisenbahn        |                                                    |
| Russland                      | Orenburg                                        | 750          | 5,8        | Diesel        | 26.07.1953             |           | ?                                                                                           | Kindereisenbahn Orenburg               |                                                    |
| Russland                      | Pensa                                           | 750          | 2,5        | Diesel        | 04.08.1985             |           | ?                                                                                           | ?                                      |                                                    |
| Russland                      | Rostow am Don                                   | 750          | 3,97       | Dampf, Diesel | 09.11.1940             |           | ?                                                                                           | ?                                      |                                                    |
| Russland                      | Sankt Petersburg                                | 750          | 2,1 + 11,2 | Diesel        | 27.08.1948; 12.07.2011 |           | RŽD                                                                                         | Kleine Oktoberbahn                     | zwei getrennte Strecken                            |
| Russland                      | Swobodny                                        | 750          | 11,6       | Diesel        | 04.08.1940             |           | ?                                                                                           | ?                                      |                                                    |
| Russland                      | Tscheljabinsk                                   | 750          | 5,7        | Diesel        | 01.08.1949             |           | ?                                                                                           | ?                                      |                                                    |
| Russland                      | Tschita                                         | 750          | 6,1        | Diesel        | 02.09.1971             |           | ?                                                                                           | ?                                      |                                                    |
| Russland                      | Tjumen                                          | 750          | 3,82       | Diesel        | 03.08.1969             |           | ?                                                                                           | ?                                      |                                                    |
| Russland                      | Ufa                                             | 750          | 1,6        | Diesel        | 10.05.1953             |           | ?                                                                                           | ?                                      |                                                    |
| Russland                      | Wladikawkas                                     | 750          | 2,37       | Diesel        | 02.05.1968             |           | ?                                                                                           | ?                                      |                                                    |
| Russland                      | Wolgograd                                       | 750          | 1,2        | Diesel        | 02.05.1948             |           | ?                                                                                           | ?                                      | bis 1960: 600 mm                                   |
| Slowakei                      | Košice                                          | 1000         | 3,9        | Dampf, Diesel | 1955                   |           | ?                                                                                           | Košická detská historická železnica    |                                                    |
| Turkmenistan                  | Aşgabat                                         | 750          | 1,2        | Diesel        | 06.11.1987             |           | ?                                                                                           | ?                                      |                                                    |
| Ukraine                       | Charkiw                                         | 750          | 3,6        | Diesel        | 08.11.1940             |           | ?                                                                                           | ?                                      |                                                    |
| Ukraine                       | Dnipro                                          | 750          | 2          | Diesel        | 06.07.1936             |           | ?                                                                                           | ?                                      |                                                    |
| Ukraine                       | Donezk                                          | 750          | 2,1        | Diesel        | 19.05.1972             |           | ?                                                                                           | Kindereisenbahn Donezk                 |                                                    |
| Ukraine                       | Kiew                                            | 750          | 2,8        | Dampf, Diesel | 02.08.1953             |           | ukrainische Südwestbahn                                                                     | Kindereisenbahn Kiew                   |                                                    |
| Ukraine                       | Luzk                                            | 750          | 1,5        | Diesel        | 08.11.1954             |           | ?                                                                                           | ?                                      |                                                    |
| Ukraine                       | Lemberg                                         | 750          | 1,2        | Diesel        | 18.05.1951             |           | ?                                                                                           | ?                                      |                                                    |
| Ukraine                       | Riwne                                           | 750          | 2,5        | Diesel        | 09.05.1949             |           | ?                                                                                           | ?                                      |                                                    |
| Ukraine                       | Saporischschja                                  | 750          | 9,4        | Diesel        | 19.05.1972             |           | ?                                                                                           | ?                                      |                                                    |
| Ukraine                       | Užhorod                                         | 750          | 1,1        | Diesel        | 1947; 2016             | 2008      | ?                                                                                           | ?                                      |                                                    |
| Ungarn                        | Budapest                                        | 760          | 11,2       | Dampf, Diesel | 11.04.1948             |           | MÁV                                                                                         | Kindereisenbahn Budapest               |                                                    |
| Ungarn                        | Eger                                            | 600          | 9,2        | Diesel        | 1970                   | 1976      | Stadt Eger                                                                                  | Wirtschaftsbahn Eger                   | vormalige Bergwerksbahn                            |
| Ungarn                        | Nagycenk                                        | 760          | 3,6        | Dampf, Diesel | 1970                   |           | GySEV                                                                                       | Széchenyi-Museumsbahn Nagycenk         |                                                    |
| Ungarn                        | Tiszakécske                                     | 760          | 1,2        | Diesel        | 1971; 2021             | 2009      | Stadt Tiszakécske                                                                           | Schmalspurbahn Tiszakécske             | 2020 Streckenverlegung und -verlängerung um 400 m  |
| Usbekistan                    | Jizzax                                          | 750          | 2          | Diesel        | 1976 oder 1986         |           | ?                                                                                           | ?                                      |                                                    |
| Usbekistan                    | Taschkent                                       | 750          | 1,7        | Diesel        | 05.08.1940             |           | ?                                                                                           | ?                                      |                                                    |
| Belarus                       | Minsk                                           | 750          | 3,79       | Diesel        | 09.07.1955             |           | BČ                                                                                          | Zaslonov-Kindereisenbahn               |                                                    |